# Jaromarsburg

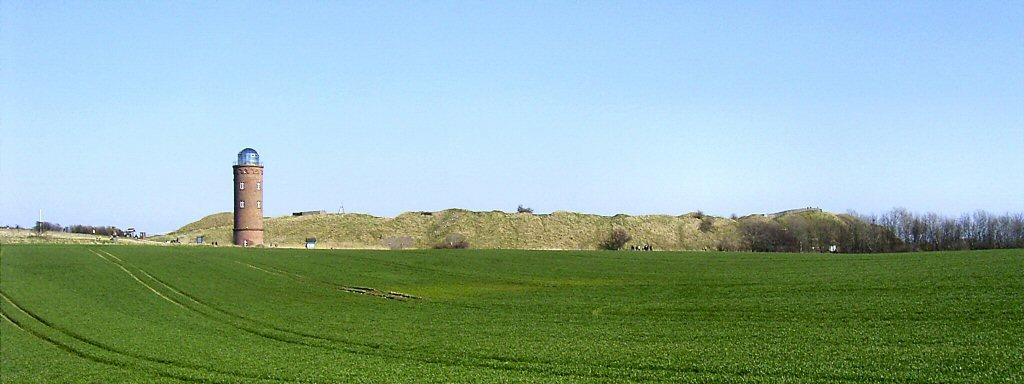
Wall der Jaromarsburg

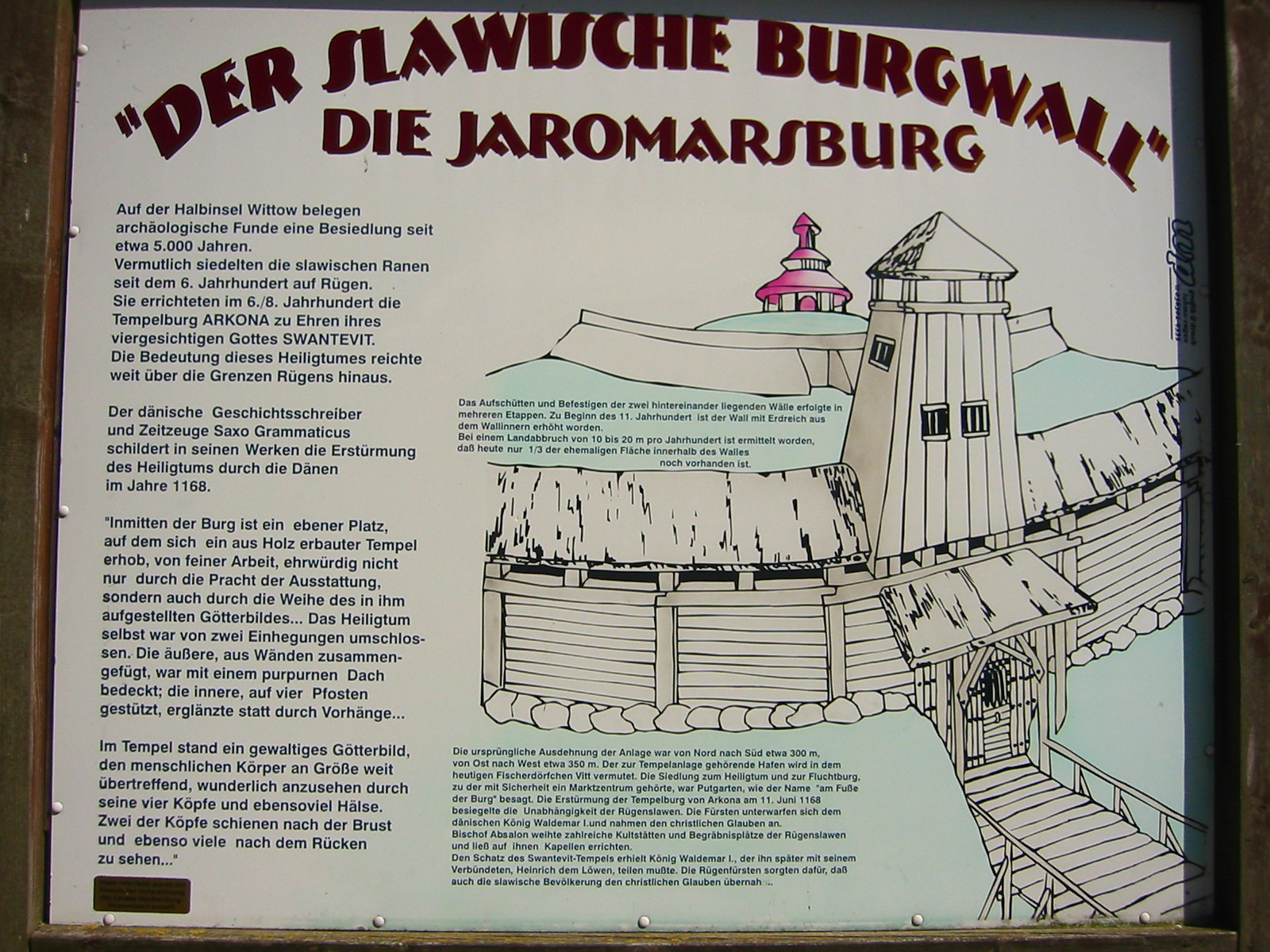
Infotafel mit einer Abbildung an der Burg

Die Jaromarsburg war vom 9. bis zum 12. Jahrhundert eine dem Gott Svantovit gewidmete Kultstätte des slawischen Stammes der Ranen. An der Nordostspitze bei Kap Arkona auf der Insel Rügen gelegen, war sie von zwei Seiten durch die Steilküste und von der Landseite durch einen Burgwall geschützt. Der Name der Tempelburg leitet sich vom Ranenfürsten Jaromar I. ab, der nach der Unterwerfung Rügens durch Dänemark im Jahr 1168 zum Vasallen des dänischen Königs Waldemar I. wurde.
Vom Kap Arkona sind in den letzten Jahrhunderten immer wieder Teile des Hochuferkliffs ins Meer gestürzt, weshalb von der Jaromarsburg heute hauptsächlich der Burgwall sichtbar ist. Bei 10 bis 20 m Landabbrüchen pro Jahrhundert wird vermutet, dass die derzeitige Fläche innerhalb des Walles nur ein Drittel der ursprünglichen darstellt. Daher finden seit einigen Jahren archäologische Notgrabungen statt, durch die der Standort des Svantovit-Tempels gefunden wurde, von dem man lange annahm, dass er durch Uferabbrüche verloren gegangen wäre. Es handelt sich um eine rechteckige Fläche, die völlig frei von Fundstücken war, um die herum aber umso mehr zu finden waren, welche auf Opfergaben, darunter zerstörte Waffenteile, hindeuten. Dies deckt sich auch mit der Geschichtsschreibung durch Saxo Grammaticus, die besagt, dass der Priester innerhalb des Tempels nicht einmal atmen durfte, um ihn nicht zu verunreinigen.

## Aufbau

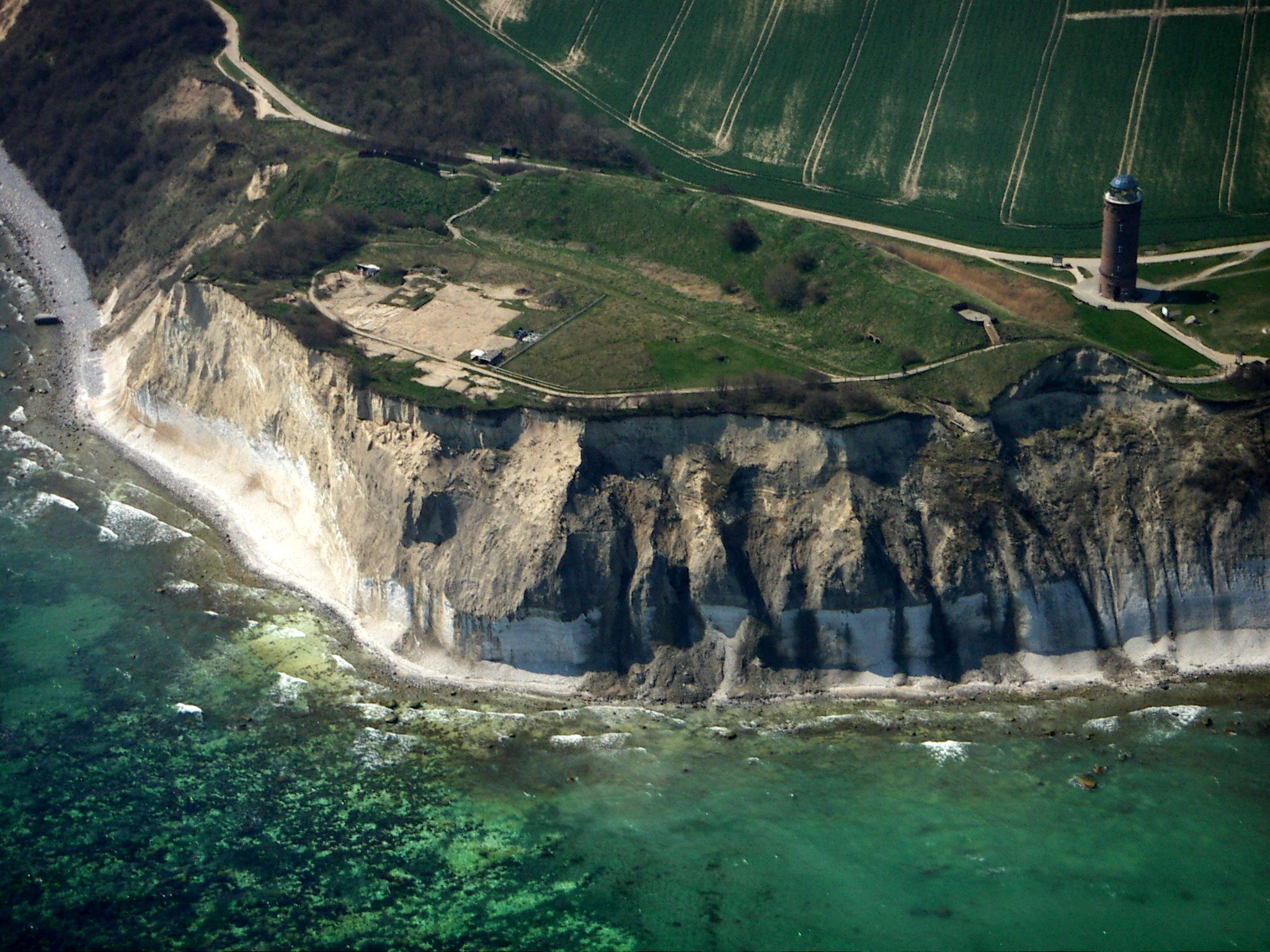
Kap Arkona aus der Luft

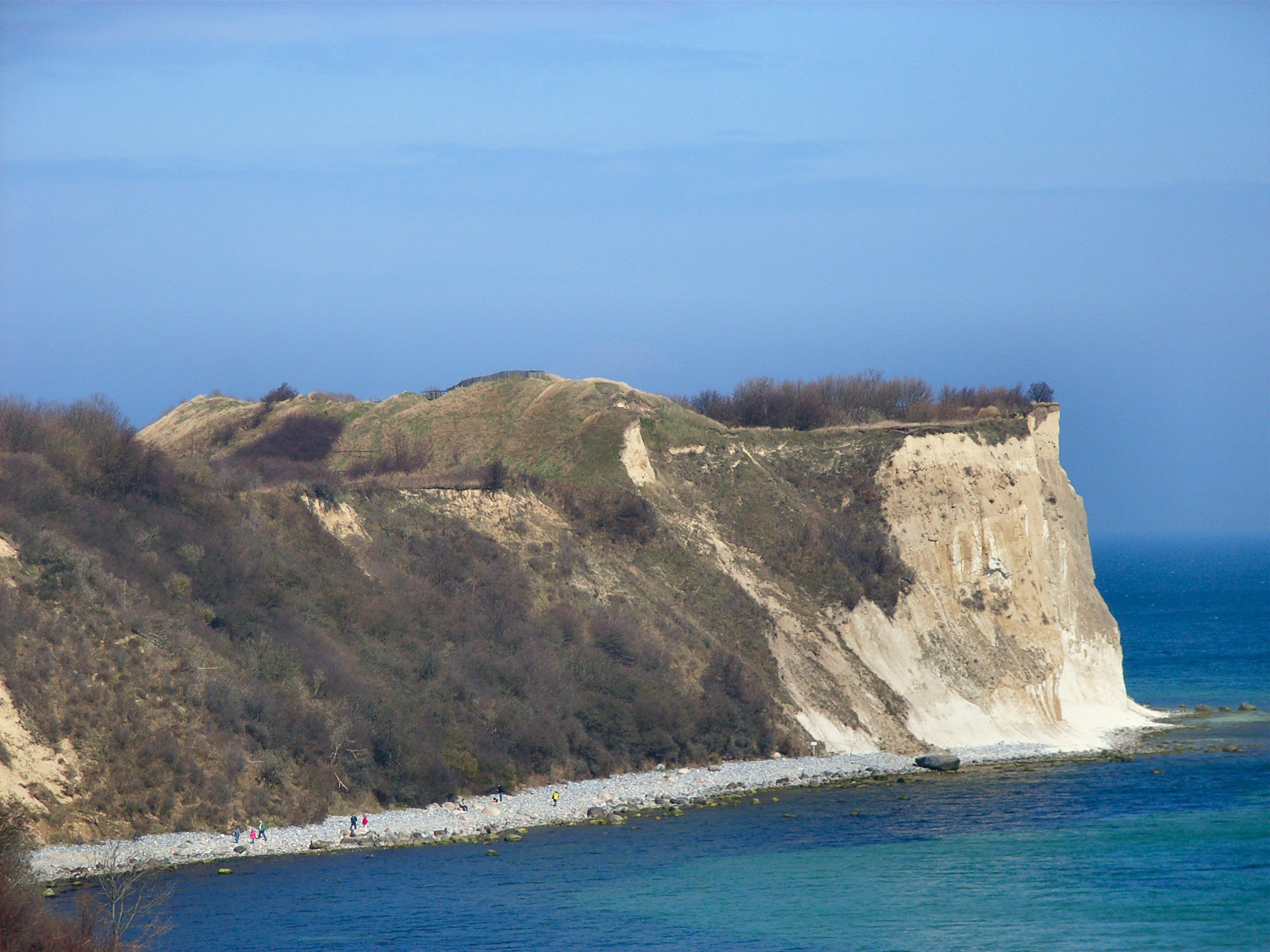
Burgwall auf dem Kap Arkona

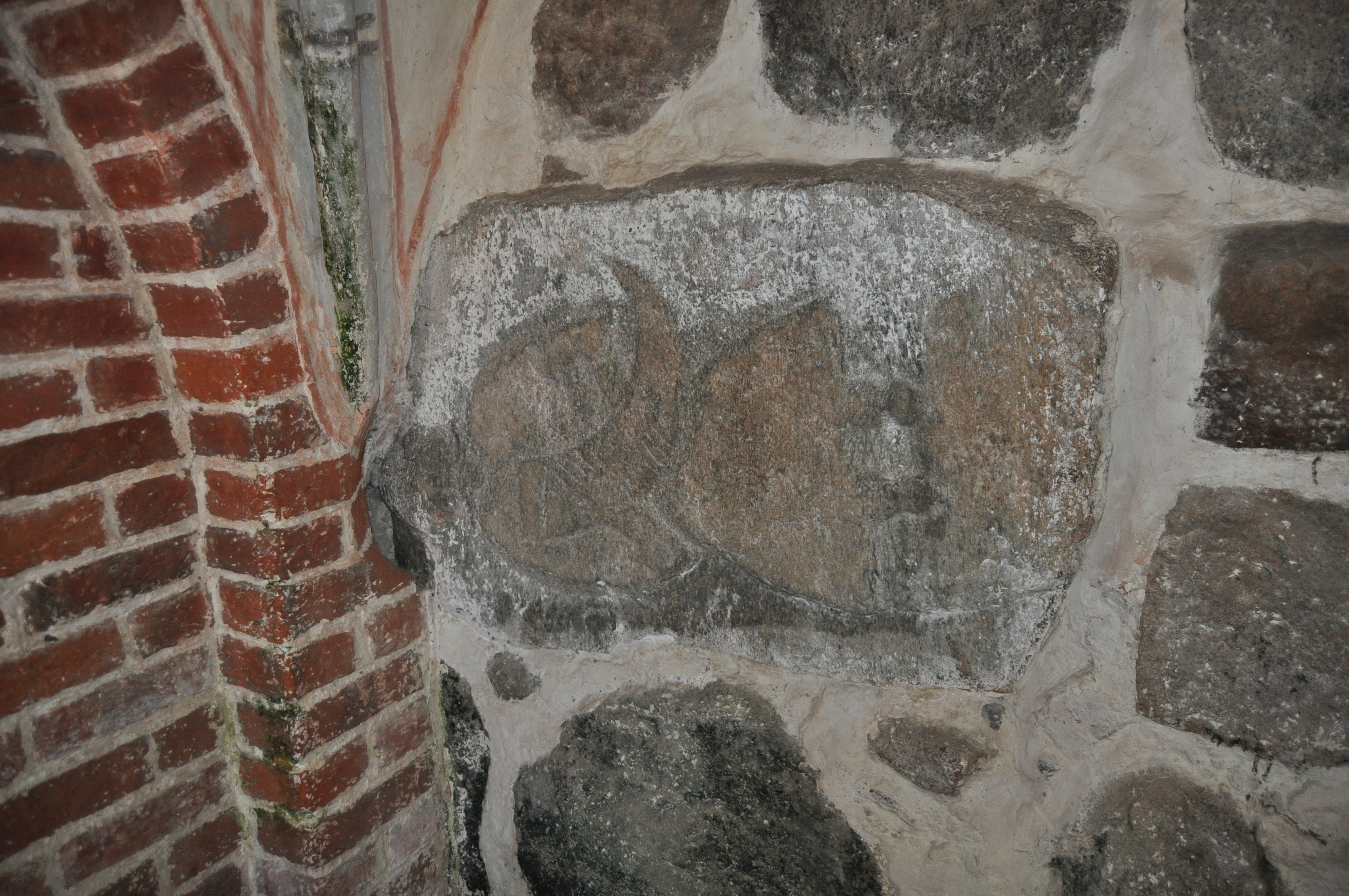
Svantevitstein Altenkirchen

Die Burganlage bestand aus zwei hintereinander liegenden Wällen, die eine Höhe von 13 m erreichten. Sie wurden zusätzlich befestigt. Die Befestigung und der Tempel waren aus Holz gefertigt. Ursprünglich betrug die Ausdehnung der Befestigungen 300 m in Nord-Süd-Richtung und 350 m in Ost-West-Richtung. Der Tempel war, dem dänischen Geschichtsschreiber Saxo Grammaticus zufolge von zwei Einhegungen umgeben, deren äußere ein purpurnes Dach trug. Im Inneren stand eine vier Meter hohe, aus einem Eichenstamm gehauene Svantovit-Statue. Saxo Grammaticus schreibt: In der Rechten hielt die Figur ein Trinkhorn, aus verschiedenen Metallen gebildet. Das hat der Priester jedes Jahr mit Met gefüllt und weissagt aus dem, was im Laufe des Jahres verschwunden ist, auf die kommende Ernte.

Man vermutet, dass die zum Tempel gehörigen Siedlungen an der Stelle lagen, an der sich heute die Fischerdörfer Vitt und Putgarten befinden, dessen Name Am Fuße der Burg bedeutet.

## Geschichte
Die Ranen siedelten seit etwa dem 9. Jahrhundert auf Rügen. Sie erbauten wahrscheinlich zu dieser Zeit das Heiligtum und errichteten in mehreren Etappen die Burganlage. Im 11. Jahrhundert wurde der Wall durch eine Aufschüttung mit Erdreich aus dem Burginneren erhöht. Die Ranen dominierten eine Zeitlang Rügen und die Tempelanlage übernahm nach der Zerstörung Rethras im Jahre 1068 dessen Bedeutung als religiöses Zentrum der Slawen im südlichen Ostseeraum. Der Tempel diente als Orakelanlage und erhielt Opfergaben nicht nur von Slawen.
Bereits 1136 hatte ein dänisches Heer unter König Erik II. Emune die Tempelfestung erobert. Die unterworfenen Ranen sicherten zwar die Übernahme des Christentums zu, hielten sich aber nach Abzug der Dänen nicht an die Vereinbarung. Im Jahr 1157 zerstörte ein Sturm eine große slawische Flotte vor der norwegischen Küste. Diese Schwäche nutzte der dänische König Waldemar I. im Zuge der Christianisierung zu einer Offensive gegen Rügen, das die Hochburg der Ranen war. Nach wechselnden Angriffen, Überfällen und Teilsiegen landete er am 19. Mai 1168, begleitet von seinem Heerführer und engen Vertrauten Bischof Absalon, mit seiner Flotte bei Arkona. Im Jahr 1168 oder 1169 konnte die Tempelburg nach vierwöchiger Belagerung eingenommen werden, nachdem es tags zuvor gelungen war, an einer unbewachten Stelle ein Feuer zu legen, welches durch die Verteidiger der Burg auf Grund von Wasserknappheit nicht mehr gelöscht werden konnte. Die Forschung streitet über das Datum, da Saxo ohne Jahr schreibt, Helmhold von Bosau gibt definitiv das Jahr 1168 an. Die päpstliche Urkunde, welche die Eroberung Rügens anerkennt und die neuen Gemeinden dem Bistum Roskilde unterstellte, hat das Datum 4. November ohne Jahr aber mit der Ortsangabe Benevent. Da sich der Papst, Alexander der III., sowohl 1168 als auch 1169 in Benevent aufgehalten hat, ist eine eindeutige Datierung nicht möglich.
Der Tempel wurde daraufhin zerstört, die Svantovit-Statue zerteilt und verbrannt.
Nach dem Fall des Tempels unterwarfen sich die Fürsten der Rügenslawen Tezlaw – der bis dahin als der König der Ranen galt – und sein Bruder Jaromar in ihrem Hauptsitz Charenza dem dänischen König. Nach dem Tod Tezlaws im Jahr 1170 war Jaromar bis 1218 Fürst der Ranen. Mit der Tempelanlage fiel König Waldemar I. ein Schatz in die Hände, den dieser jedoch 1171 mit seinem Verbündeten Heinrich dem Löwen teilen musste. Der umfangreiche Landbesitz des Tempels ging an die christliche Priesterschaft.
Rügen wurde 1169 der Oberhoheit des Bischofs von Lund unterstellt, der die Christianisierung der Bevölkerung durchsetzte. Zahlreiche Kapellen wurden auf ehemaligen Kult- und Begräbnisplätzen errichtet. Auf dem Gebiet des ehemaligen Svantovit-Heiligtums entstand die erste christliche Kirche Rügens. In der nahen Kirche von Altenkirchen, mit deren Bau wohl schon 1185 begonnen wurde, ist der Priesterstein oder Svantevitstein – direkt über dem Fundamentsockel auf der Seite liegend verbaut worden. Zu diesem Stein gibt es verschiedene Deutungen. Mit großer Wahrscheinlichkeit entstand das Steinrelief vor der Christianisierung Rügens und könnte den Priester des Slawengottes Svantevit darstellen, denn nur er hatte das Recht, das große verzierte Trinkhorn des Svantevit zu berühren; es könnte sich aber auch um den Grabstein des Fürsten Tezlaw handeln, dem nach der dänischen Eroberung Rügens die Halbinsel Wittow zugesprochen worden war. Des Weiteren wird angenommen, dass die Seitenlage des Steins die Überlegenheit des Christentums über die frühere Religion darstellen soll.

## Archäologische Untersuchungen
Die Jaromarsburg auf Arkona ist in Deutschland der einzige Burgwall, der zeitgenössisch detailliert beschrieben wurde. Deshalb wurde die Burg auch mehrfach archäologisch untersucht, weil unter anderem auch die Erosion die Burgfläche ständig verkleinerte. Eine Infotafel in der Archäologischen Sonderausstellung in Schwerin 1995 zeigte diesen Abbruch sehr deutlich. Die Burgfläche hat sich in 1000 Jahren auf 1/3 der ursprünglichen Fläche verkleinert.
Das bewog die Archäologen aller Zeiten, die Fläche der Burg zu untersuchen, bevor sie ganz im Meer verschwunden ist. Carl Schuchhardt, ein Berliner Archäologe, unternahm 1921 die erste schriftlich bekannte Untersuchung. Neben einer ausführlichen Beschreibung des damals existierenden Burgwalles machte er vielfältige Untersuchungen und legte mehrere Suchschnitte im Innenraum an. Der wichtigste war ein Radialschnitt vom Wall in Richtung Burgmitte an der Spitze des Abbruchs. An der Spitze stieß er auf Anzeichen einer Bebauung. Die Ergebnisse der dann dort erfolgten flächenmäßigen Grabung interpretierte er als Tempel mit dem Standort des Svantevit-Standbildes. Das wird zwar von späteren Archäologen bezweifelt, aber dieser Punkt ist im Laufe der Zeit auch ins Meer gebrochen, sodass Schuchardts Ergebnisse nicht mehr nachprüfbar sind.

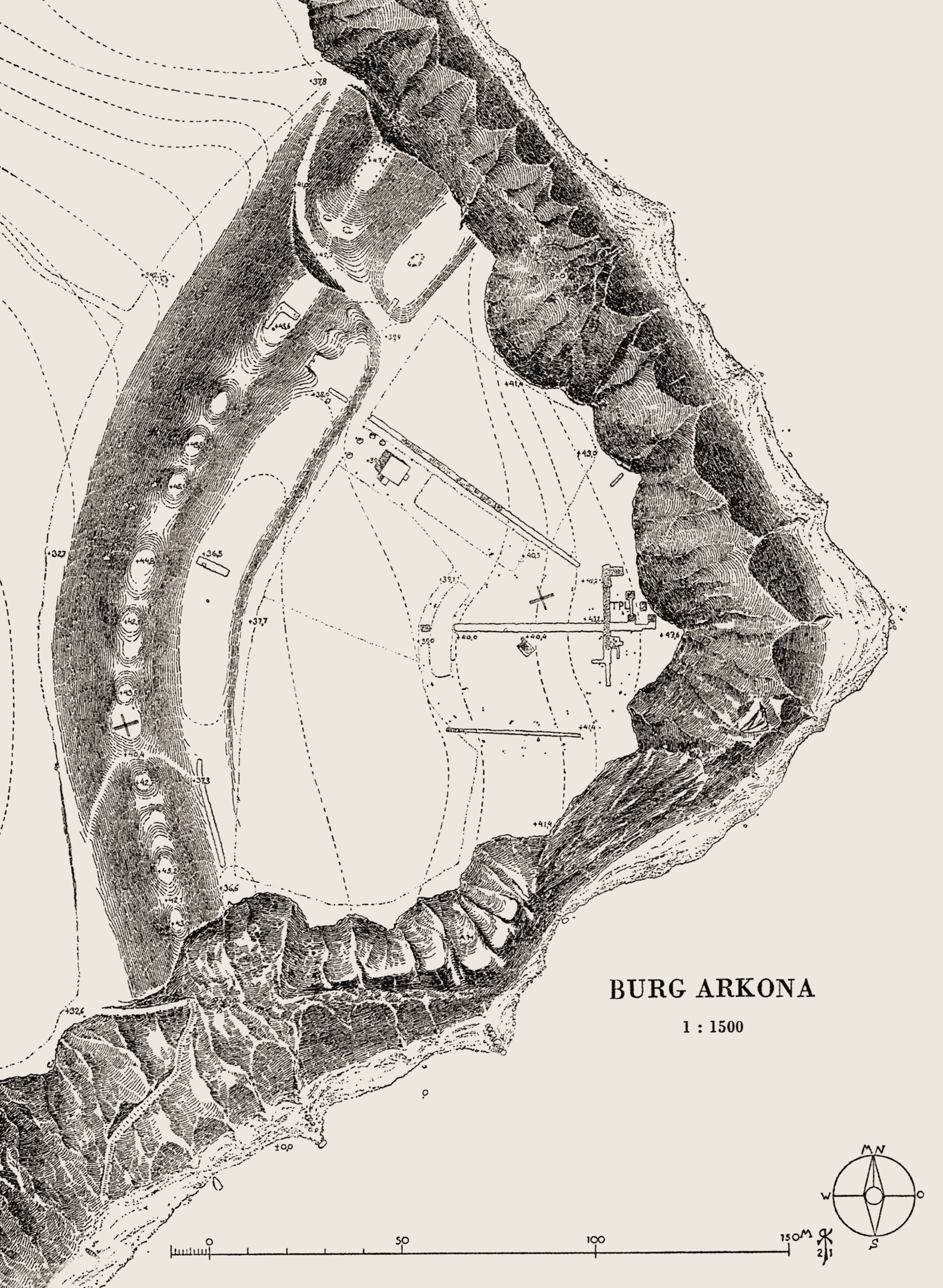
Grabung 1921 Jaromarsburg
1921 vermuteter Tempelstandort
Abbrüche an der Jaromarsburg in 1000 Jahren
Wikingerwaffen aus Fund vor Jaromarsburg 1933
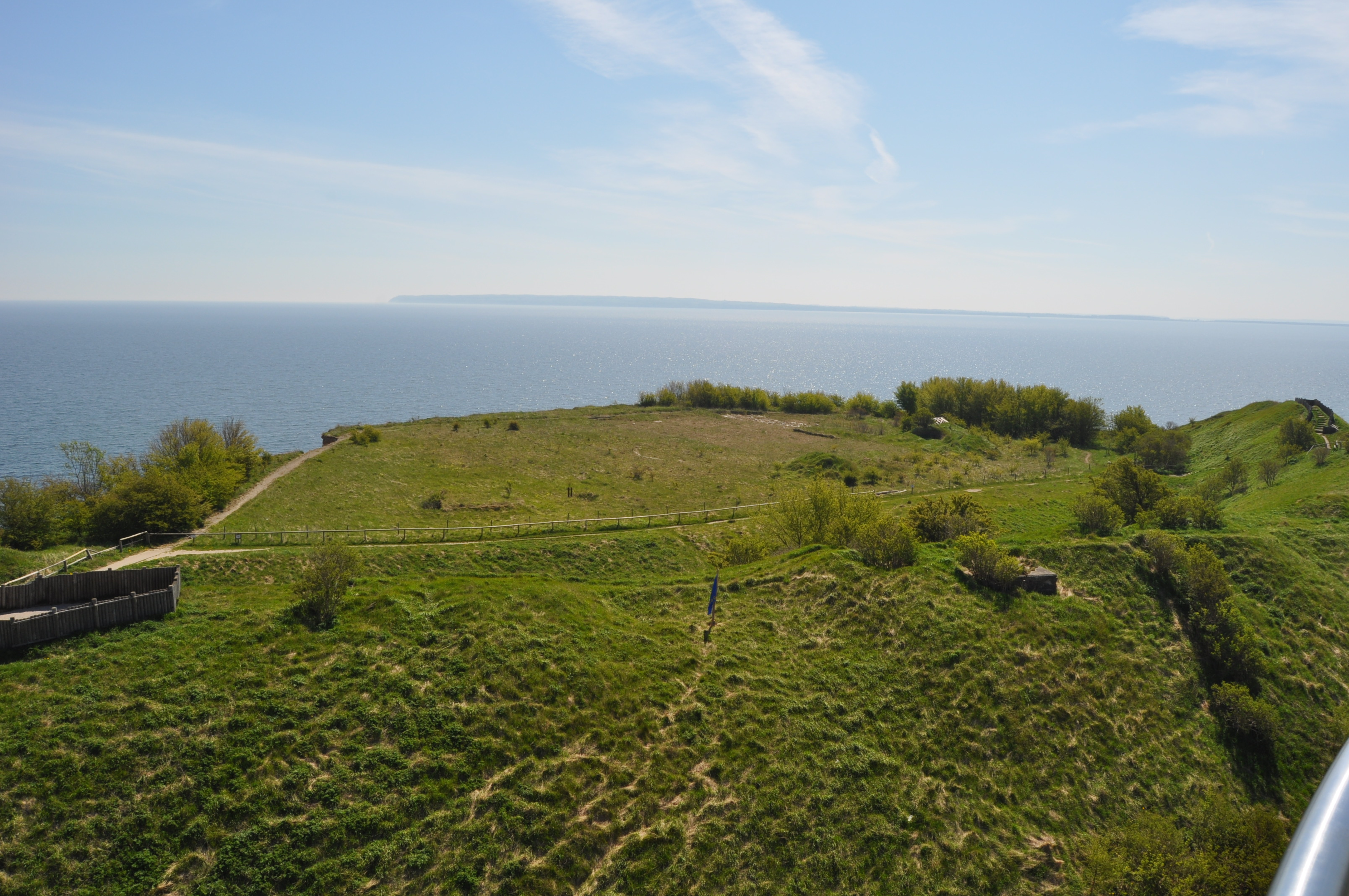
Jaromarsburg – Blick vom Peilturm 2011
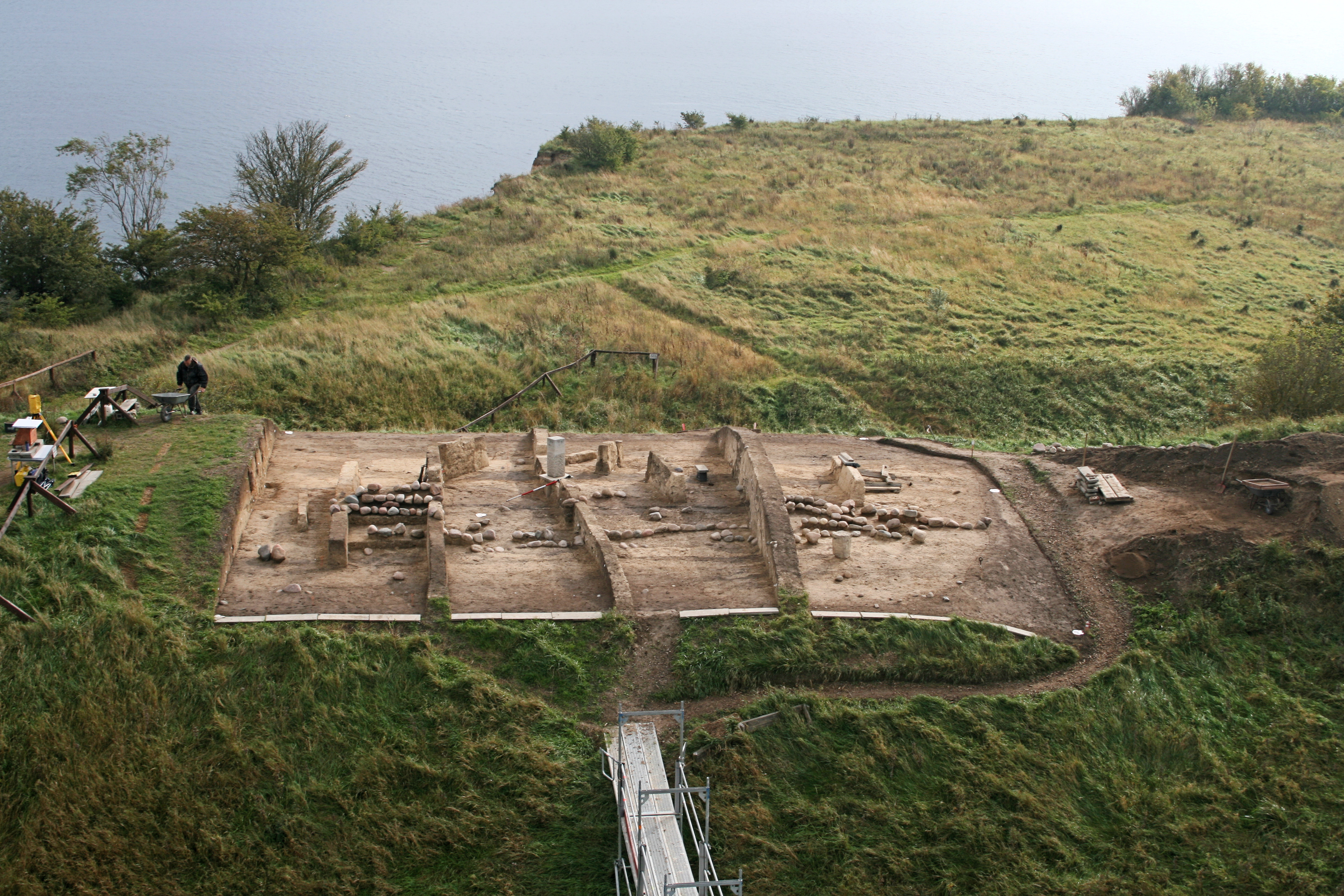
Archäologische Grabungen 2020

Ein wichtiges Ergebnis war, dass die schriftlichen Berichte Saxos richtig waren und der Raum um den Tempel als Kultplatz leer war. Es konnten kaum Funde geborgen werden. Dann folgte westlich vom Tempel der kleinere, inzwischen aber planierte Wall, dahinter bis zum großen Wall erstreckte sich der Wohnbereich. Ob der nur für die Kultpriester und deren Bedienstete gedacht war oder auch als Fluchtburg für umliegende Siedlungen sowie als Handwerkerstandort, konnte bis heute nicht ermittelt werden.
1930 hatte Wilhelm Petzsch dann eine gezielte Untersuchung am Wall und am dokumentierten Tor vorgenommen. Wichtigstes Ergebnis war, dass er feststellte, dass unter der Kampf- und Brandschicht von 1168 (Dänenkönig Waldemar I.), der Kampfschicht von 1136 (Eroberung durch Dänenkönig Erich II.) noch eine tiefere Brandschicht vorhanden war, die er auf 1000 datierte. In diesem Zeitraum war aber keine wesentliche Kampfhandlung dokumentiert. Bestätigt wurde dies durch einen ausgepflügten Waffenfund 25 Meter vor dem Wall von 1933, der von Petzsch dokumentiert wurde. Er bestand aus einem zerbrochenen Schwert und einem Lanzeneisen. Die noch erkennbare Ziselierung auf der Parierstange des Schwertes wurde zur Wikingerzeit datiert.
Erst 1964 erfolgte mit der Erfassung, Vermessung und Dokumentierung eine Aufnahme in die Denkmallisten der DDR. Um 1970 erfolgte dann eine umfassende archäologische Untersuchung. Dabei wurden in der Regel die alten Grabungsergebnisse bestätigt und viele Einzelfunde gemacht. 1981 erfolgte am nördlichen Wallende ein großer Abbruch, über 23 Meter des Walles und der Umgebung versanken im Meer. 1994 wurde dort an der Kante eine bislang zwar erkannte, aber nicht ergrabene Zisterne ausgegraben, weil man befürchtete, dass auch dieser Abschnitt abbricht.
2003 bis 2005 wurde dann noch einmal eine größere Grabung durch das Landesamt realisiert, um der fortschreitenden Erosion zuvorzukommen. Es wurde eine größere Fläche im Süden am sogenannten Adlerhorst akribisch untersucht. Das war der angenommene Bereich der Burgsiedlung. Viele, auch spektakuläre Funde sind dokumentiert, aber bislang noch nicht veröffentlicht. Der Grabungsbereich von 2003 bis 2005 ist in obiger Luftaufnahme als heller Fleck erkennbar.
Im Dezember 2019 hatten die praktischen Vorbereitungen für eine neue Grabungskampagne begonnen, die von Juli bis Oktober 2020 fortgesetzt wurde. Unter Leitung von Sebastian Messal vom Deutschen Archäologischen Institut werden im Auftrag des Landesamtes für Kultur und Denkmalpflege Mecklenburg-Vorpommern für mindestens sechs Jahre archäologische Untersuchungen am nördlichen Teil des Walles vorgenommen. 50 Meter von der nördlichen Abbruchkante entfernt sollen die einzelnen Bauphasen des Walles untersucht werden. Ein erster Befund sind die in Wallrichtung verlaufenden Steinreihen, die in der oberen Schicht freigelegt wurden.
Wegen der Gefahr weiterer Abbrüche wurde das Betreten von Wall und Burginnenfläche durch Besucher schon vor Jahren untersagt, die Aussichtsplattform des Peilturms ermöglicht aber einen guten Überblick über das Gelände.